# Aeroportul Wonderboom
Aeroportul Wonderboom (IATA: PRY, ICAO: FAWB) este un aeroport din Pretoria, City of Tshwane Metropolitan Municipality⁠(d), Provincia Gauteng, Africa de Sud.
Situat la o altitudine de 1.248 m, aeroportul dispune de o singură pistă.